# Petitcollin
Petitcollin est une marque de jouets. La société, aujourd'hui appelée Jouets Petitcollin, est la dernière fabrique française de baigneurs, poupées et poupons traditionnels encore en activité. Elle continue de produire la version plastique du baigneur Petit Colin, dont la production a commencé en 1925.
La société est basée à Étain, commune française située dans le département de la Meuse, en région Grand Est, à 20 kilomètres de Verdun et de Jarny.

## Histoire
Vers 1860, le fondateur de la société, Nicolas Petitcollin, est un fabricant de peignes en corne à Étain dans la Meuse. Dès 1864, la société possède une adresse à Paris.
Nicolas Petitcollin s'intéresse au celluloïd dès la fin du XIXe siècle. La société est inscrite comme société anonyme le 24 février 1900 avec pour objectif la fabrication d'objets en celluloïd ainsi que les objets en corne, écaille, ivoire et pour siège le 20 boulevard Saint-Denis à Paris. En 1901, cette société va déposer pour la première fois la marque de la tête d’aigle. Cette tête d’aigle, devenue le symbole de la Maison Petitcollin, l’est toujours de nos jours. En 1902, la société développe un procédé de moulage pour le celluloïd qui présente l'avantage d'obtenir directement des reliefs polis.

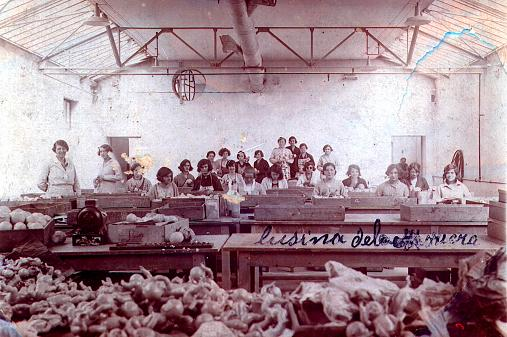

La société est cotée à la bourse de Paris à partir du 27 novembre 1906. En l’absence d’archives et de témoignages, les premiers jouets Petitcollin devaient être des balles et des hochets. Certes Petitcollin a vu le jour en 1860, mais l’année 1912 a marqué la naissance du baigneur Petit Colin, produit phare de la marque qui a révolutionné le monde de la poupée. En 1912 et 1913, la société figure encore dans la catégorie « bijouterie » de l'indicateur Lahure.
Durant la première guerre mondiale, l'usine d'Étain est entièrement détruite.
Parmi tous les produits proposés par Petitcollin, la gamme des poupées traditionnelles est sans conteste la plus célèbre et la plus représentative de la marque, fer de lance de l’industrie française du jouet. Vers 1924-1926, la société Petitcollin innove en mettant sur le marché un poupon que l'on peut baigner, le baigneur « Petit Colin »,.
En 1928, la société Petitcollin fusionne avec ses deux concurrents sur le marché du celluloïd : les sociétés Oyonnithe et la Compagnie du celluloïd.
En 1930-1931, Petitcollin crée des poupées ethniques qui seront présentées à l'exposition coloniale de 1931. La société déposera de nombreux brevets notamment pour les « yeux dormeurs ».
Avec l'arrivée des résines de polyester, la Compagnie Petitcollin, qui avait décidé de spécialiser son usine d’Étain dans la fabrication d’objets en résine, devint en 1961 le premier fabricant français de casques.
En 1995, la société est rachetée par Vilac, elle est depuis lors la Sarl Jouets Petitcollin, avec son siège à Étain, et est cogérée par Hervé Halgand et Yvan Lacroix.
L’usine Petitcollin est ouverte au public depuis 1998. À travers des visites commentées qui s’adressent à un public de tous âges et toutes origines, l’entreprise partage sa longue tradition de savoir-faire et son histoire.

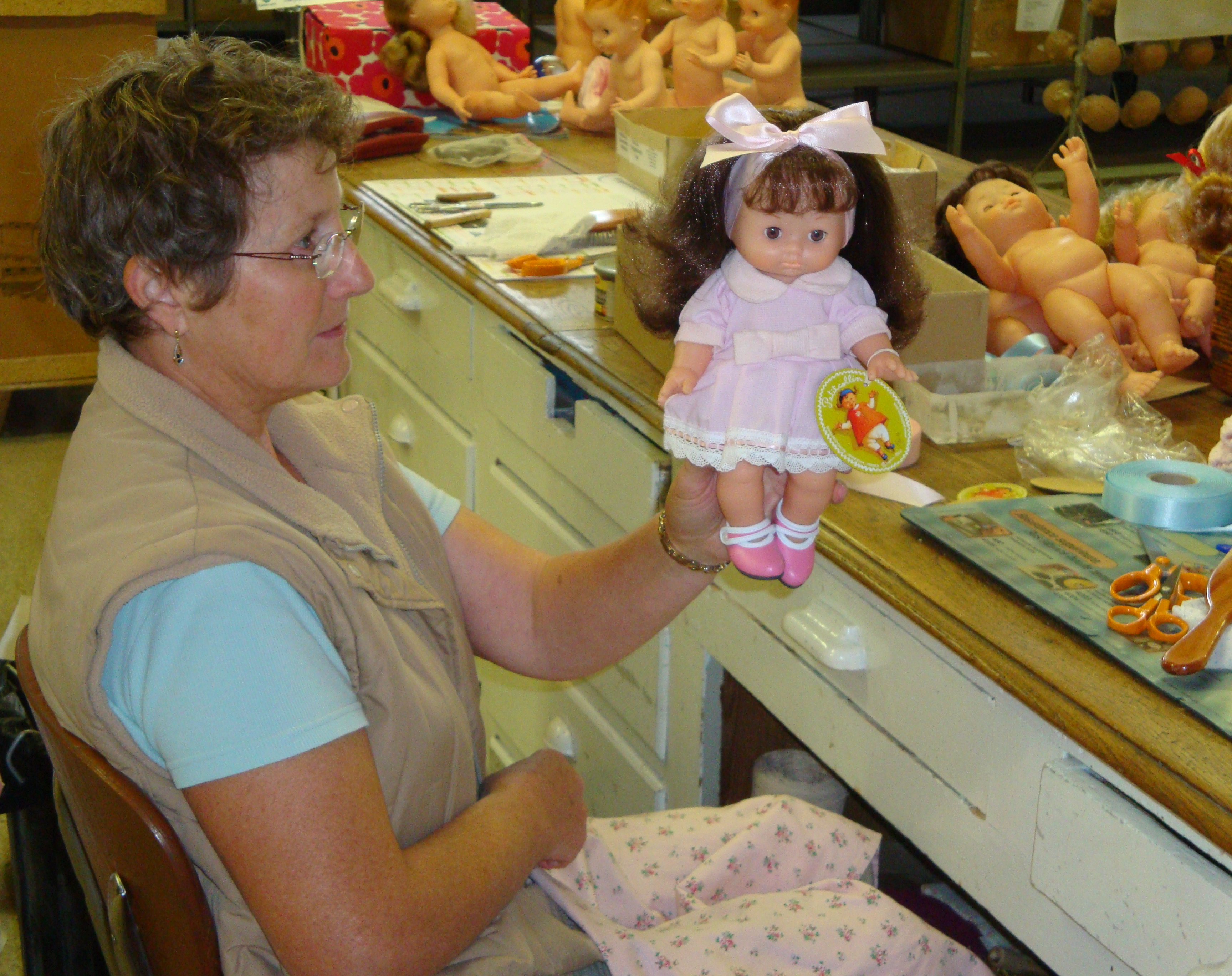

Depuis la délocalisation de la fabrication de la Poupée Corolle en 2004, Petitcollin est la plus ancienne et la dernière fabrique française de poupées encore en activité en France. À ce titre, l'entreprise a le label « Entreprise du patrimoine vivant » depuis 2007. Selon son bilan, pour la période 1er avril 2007 - 31 mars 2008, la société compte 25 salariés et a réalisé un chiffre d'affaires de 636 693 € pour une perte nette de 38 884 €.
Un espace muséographique consacré à la marque, édifié par la Communauté de communes du pays d'Étain, a ouvert en septembre 2009.
Le 19 octobre 2009, la poste française a émis une série de timbres sur les poupées de collection et un baigneur de Petitcollin figure sur l'un des timbres.
Alors que Petitcollin a été Labellisé « Entreprise du patrimoine vivant » en 2007 et le Label EPV & Savoir-Faire
du Parc naturel régional du Haut-Jura, et que des « Journées européennes des métiers d'art (JEMA) » sont organisées depuis 2004 (les Journées Européennes des métiers d’art ont permis une 17e édition de ces manifestations), le site historique de fabrication des poupées Petitcollin est ... malheureusement appelé à fermer ses portes d’ici le mois de juillet 2023 !.

## Publications
- Élisabeth Chauveau, Yvan Lacroix, Petitcollin : Le baigneur de notre enfance, Histoire d'une fabrique de poupées et de jouets depuis 1860, Paris, Éditions du Dauphin, 2006 (ISBN 978-2-7163-1331-5, lire en ligne).
- Quelles sont les principales options stratégiques pour les entreprises ? Dossier élève - Petitcollin : un siècle de baigneurs